# Каварцере
Каварцере (итал. Cavarzere) је насеље у Италији у округу Венеција, региону Венето.
Према процени из 2011. у насељу је живело 8992 становника. Насеље се налази на надморској висини од 4 м.

## Становништво
| 1951.  | 1961.  | 1971.  | 1981.  | 1991.  | 2001.  | 2011.  |
| ------ | ------ | ------ | ------ | ------ | ------ | ------ |
| 28.781 | 20.277 | 17.911 | 17.753 | 16.806 | 15.504 | 14.816 |

## Партнерски градови
- Касино
- Кињо
- Valinhos
- Сетимо Торинезе (Торино)